# پریا (فیلم ۱۹۷۸)
پریا (به تامیلی: Priya) فیلمی محصول سال ۱۹۷۸ و به کارگردانی اس.پی. موتارامن است. در این فیلم بازیگرانی همچون راجینیکانت، سری دوی، آمبارش، میجر سوندراجان ایفای نقش کرده‌اند.